# 原コクシジウム目
原コクシジウム目（げんこくしじうむもく）は、コクシジウム綱（または亜綱）に属する目のひとつ。宿主は環形動物で、生活環の中にメロゴニーがないことを特徴とする。

## 生活環
宿主は環形動物である。
スポロゾイトは、腸管の上皮細胞に侵入したあと、まもなく体腔または循環器系に移行して細胞外で発育し（メロゴニーがない）、有性生殖を行ってオーシストを形成する。

## 分類
コクシジウム亜綱のうち、腸管上皮細胞でメロゴニーを行わないという観点でまとめられた。雄性生殖母体の形成過程に注目して4科に分類されている。
- エレウテロスキゾン科 Eleutheroschizonidae
この科の生活環は例外的である。宿主の腸管上皮に付着して兜形をした生殖母体へと発育し、上皮から離脱して海水中へ排出され、そこでガメトゴニーとスポロゴニーを行う。エレウテロスキゾン属(Eleutheroschizon)に2種のみが知られている。
- Myriosporidae科
3属7種が知られている。
- Angeiocystidae科
Angeiocystis audouiniaeのみが知られている。
- グレリア科 Grelliidae
2属4種が知られている。

分子情報が得られているのは唯一Eleutheroschizon duboscqiのみであり、こうした分類体系が系統を反映しているかどうかは確証がない。